# Samanea dinklagei
Samanea dinklagei là một loài thực vật có hoa trong họ Đậu. Loài này được (Harms) Keay miêu tả khoa học đầu tiên.